# South Rosemary
South Rosemary es un lugar designado por el censo ubicado en el condado de Halifax en el estado estadounidense de Carolina del Norte. La localidad en el año 2000, tenía una población de 2.843 habitantes en una superficie de 16 km², con una densidad poblacional de 178,4 personas por km².

## Geografía
South Rosemary se encuentra ubicado en las coordenadas 36°26′45″N 77°42′3″O / 36.44583, -77.70083. Según la Oficina del Censo, la localidad tiene un área total de 16 km² (6,2 mi²), de la cual 15,9 km² (6,1 mi²) es tierra y 0 km² (0 mi²) (0.16%) es agua.

### Localidades adyacentes
El siguiente diagrama muestra a las localidades en un radio de 16 kilómetros (9,9 mi) de South Rosemary.

## Demografía
En el 2000 la renta per cápita promedia del hogar era de $27.771, y el ingreso promedio para una familia era de $32.237. El ingreso per cápita para la localidad era de $11.409. En 2000 los hombres tenían un ingreso .per cápita de $26.455 contra $19.375 para las mujeres. Alrededor del 25.10% de la población estaba bajo el umbral de pobreza nacional.